# Francesco Pasta
Francesco Pasta (Roma, 4 ottobre 1839 – Firenze, 28 ottobre 1905) è stato un attore teatrale italiano.

## Biografia
Dopo gli esordi teatrali da generico, divenne primo attore nel 1872 nella compagnia di Gian Paolo Calloud. Successivamente passò alla compagnia di Luigi Bellotti Bon, e nel 1882 insieme all'attrice Annetta Campi formò una propria compagnia, che ebbe ottimo successo e si sciolse solo nel 1887.
In seguito Pasta formò la compagnia Pasta-Tessero-Giagnoni, con cui si esibì con successo negli Stati Uniti, e una altrettanto fortunata compagnia con Francesco Garzes ed Enrico Reinach. All'inizio del nuovo secolo formò una compagnia con l'attrice Virginia Reiter.